# Associazione Calcio Audace
L'Associazione Calcio Audace (nota come Audace San Michele, Audace Verona o anche solo come Audace) è una società calcistica italiana con sede nel quartiere San Michele Extra, nella città di Verona. Milita nel campionato di Promozione, il sesto livello del campionato italiano di calcio.

## Storia
Il club nacque nel 1922 come Unione Sportiva Audace di San Michele Extra e poté crescere grazie al contributo del lanificio Tiberghien, che offrì ai suoi membri lo spazio per un campo da gioco e le prime maglie, a strisce verticali rossonere. Prese inizialmente parte a campionati regionali del Veneto.
La prima partecipazione alla Serie C è data 1937-38; nel 1940-41 la società rossonera vinse il girone eliminatorio, arrendendosi poi a Fiumana e Pescara nella fase finale, la vittoria della quale garantiva la promozione in Serie B. Nel 1944 prese inizialmente parte al Campionato Alta Italia, salvo poi ritirarsi a torneo in corso.
Nel dopoguerra l'Audace San Michele ricominciò dalla C; nel 1948, nonostante un buon quinto posto in classifica, la riforma dei tornei relegò la squadra in Promozione. Ventinove anni dopo, vincendo la resistenza della Mestrina nella Serie D 1976-77 ottenne il ritorno tra i professionisti della Serie C. L'esperienza durò solamente due anni: la riforma del campionato di Serie C assegnò, al termine della stagione 1977-78, l'Audace alla Serie C2, categoria dalla quale retrocesse all'ultimo posto alla fine del campionato 1978-79. L'anno successivo, la terza retrocessione consecutive costrinse i rossoneri ad abbandonare anche la Serie D.
Nella stagione 2011-2012 la squadra rossonera di mister Flavio Marini vince il proprio girone di Prima Categoria. Al termine della stagione 2012-2013, al termine dei play out, retrocede in Prima Categoria. Al termine della stagione 2017-2018 concludendo al primo posto il campionato di Seconda Categoria, viene promosso in Prima Categoria e raggiungendo il secondo posto nella stagione 2019-2020, torna in Promozione.

## Partecipazione ai campionati
Da ricordare che dalla sua fondazione ad oggi l'Audace ha partecipato a 10 campionati di 3º livello, a 32 campionati nazionali di 4º livello e 4 campionati di 5º livello.

## Palmarès

### Competizioni nazionali
- Serie D: 1

1976-1977 (girone C)

### Competizioni regionali
- Promozione: 1

1954-1955 (girone A)
- Prima Categoria: 6

1960-1961 (girone A), 1962-1963 (girone A), 1969-1970 (girone A), 2002-2003 (girone A), 2006-2007 (girone A), 2011-2012 (girone A)
- Seconda Categoria: 2

1985-1986 (girone C), 2017-2018 (girone B)
- Prima Divisione: 1

1951-1952 (girone A)
- Campionato italiano di terza divisione: 1

1928-1929 (girone A)

## Statistiche e record

### Partecipazione ai campionati nazionali
| Livello | Categoria                              | Partecipazioni | Debutto   | Ultima stagione | Totale |
| ------- | -------------------------------------- | -------------- | --------- | --------------- | ------ |
| 3º      | Serie C                                | 10             | 1937-1938 | 1977-1978       | 10     |
| 4º      | Promozione Interregionale              | 3              | 1948-1949 | 1950-1951       | 21     |
| 4º      | IV Serie                               | 2              | 1955-1956 | 1956-1957       | 21     |
| 4º      | Campionato Interregionale              | 1              | 1958-1959 | 1958-1959       | 21     |
| 4º      | Serie D                                | 14             | 1959-1960 | 1976-1977       | 21     |
| 4º      | Serie C2                               | 1              | 1978-1979 | 1978-1979       | 21     |
| 5º      | Campionato Interregionale Seconda Div. | 1              | 1957-1958 | 1957-1958       | 2      |
| 5º      | Serie D                                | 1              | 1979-1980 | 1979-1980       | 2      |